# 38-я подвижная авиационная ремонтная железнодорожная мастерская
38-я подвижная авиационная ремонтная железнодорожная мастерская — формирование (воинская часть) Военно-воздушных сил Красной Армии Вооружённых сил СССР до и во время Великой Отечественной войны, с 25 февраля 1946 года в Советской Армии, а также в послевоенное время.
Подвижная авиаремонтная мастерская выполняла ремонт самолётов на местах базирования.
Сокращённое наименование — 38 ПАвиаРЖМ.
Полное наименование, по окончании войны — 38-я ордена Красной Звезды подвижная авиационная ремонтная железнодорожная мастерская.

## История

### 1941 год
Мастерская авиаремонтная — мастерская, которая выполняет войсковой ремонт авиационной техники. Мастерская придаётся авиационным войсковым соединениям или воинским частям и выполняет ремонтные работы по плану и заданиям на ремонт авиационной части, руководствуясь действующими инструкциями и технологиями для определённого типа самолёта., См. Авиаремонтная мастерская и Подвижная авиаремонтная мастерская.
Шла Великая Отечественная война. 26 июня командующий войсками Юго-Западного фронта издал приказ о формировании в г. Харькове 38-й подвижной авиационной ремонтной железнодорожной мастерской, как самостоятельной воинской части.
В первый период войны мастерская производила ремонт повреждённых в боях советских истребителей Як-1 и лёгких бомбардировщиков Су-2.
38-я ПАвиаРЖМ входила в состав Действующей армии 23.11.41-12.5.44; 20.7.44-9.5.45.
В конце года мастерская перемещается в г. Урюпинск Сталинградской области. Выполнялись работы, связанные с переоборудованием самолёта У-2.

### 1942 год
В январе для оперативного обеспечения авиационных полков из состава мастерской были сформированы ремонтные бригады — тип ПАРМ-3.
8-я воздушная армия (далее 8-я ва) сформирована 13 июня приказом НКО № 00119 от 9 июня 1942 года на базе управления и частей ВВС Юго-Западного фронта. Мастерская вошла в состав 8-й воздушной армии.
12 июля на базе полевого управления и войск Юго-Западного фронта образован Сталинградский фронт. Мастерская в составе 8-й воздушной армии участвовала в боевых действиях.
31 декабря на базе управления и войск Сталинградского фронта образован Южного фронта второго формирования. Мастерская в составе 8-й воздушной армии участвовала в боевых действиях.

### 1943 год
С 1943 года мастерская производила ремонт повреждённых в боях советских штурмовиков Ил-2 и Ил-10.
20 октября на юго-западном направлении Южный фронт был переименован в 4-й Украинский фронт. Состав фронта: 2-я и 3-я гвардейские, 5-я ударная, 28-я, 44-я, 51-я армии и 8-я воздушная армия. Мастерская в составе 8-й воздушной армии участвовала в боевых действиях.

### 1944 год
Мастерская в составе 8-й воздушной армии участвовала в Крымской наступательной операции 1944 г., которая проводилась с 8 апреля по 12 мая войсками 4-го Украинского фронта и Отдельной Приморской армии во взаимодействии с Черноморским флотом и Азовской военной флотилией.
После освобождения Крыма 12 мая мастерская вышла из состава Действующей армии. Из состава 4-го Украинского фронта 38-я мастерская была передана в состав 1-й воздушной армии 3-го Белорусского фронта и перебазирована в июле на станцию Ельня Смоленской области.
20 июля мастерская вошла в состав Действующей армии. Мастерская участвовала в наступательной операции Белорусской операции 1944 г. под кодовым названием «Багратион», проводившейся 23 июня — 29 августа.
Мастерская участвовала во время Белорусской операции 1944 года также в Витебско-Оршанской рперации (совместно с 1-м Прибалтийским фронтом), Вильнюсской операции и Каунасской операции. Войска фронта продвинулись на глубину 500 км, освободили города Витебск, Орша, Борисов, Минск, Молодечно, Вильнюс, Каунас, а также многие другие населённые пункты и вышли к государственной границе СССР с Восточной Пруссией Германии.
В октябре 3-й Белорусский фронт войсками 39-й и 1-й воздушной армий участвовал в Мемельской операции 1-го Прибалтийского фронта, в результате которой была изолирована на побережье Балтийского моря курляндская группировка германцев. Войска фронта продвинулись на глубину от 30 до 60 км в Восточную Пруссию и в Северо-Восточную Польшу, овладели городами Шталлупенен (Нестеров), Голдап, Сувалки.

### 1945 год
13 января — 25 апреля войска 3-го Белорусского фронта участвовали в Восточно-Прусской стратегической операции, в ходе которой были проведены несколько операций по разгрому противника.
13-21 января войска фронта провели Инстербургско-Кёнигсбергскую операцию. Во взаимодействии со 2-м Белорусским фронтом они прорвали оборону германцев, продвинулись на глубину 70-130 км, вышли на подступы к Кёнигсбергу (Калининград) и блокировали восточно-прусскую группировку противника, 13-29 марта ликвидировали её и вышли к заливу Фришес-Хафф.
5 апреля 38-я подвижная авиационная ремонтная железнодорожная мастерская Указом Президиума Верховного Совета СССР награждена орденом Красной Звезды за боевые заслуги перед Родиной в период Великой Отечественной войны 1941—1945 г.
6-9 апреля войска фронта провели Кёнигсбергскую операцию и овладели крепостью и городом Кёнигсберг.
13-25 апреля 3-й Белорусский фронт во взаимодействии с Балтийским флотом в ходе Восточно-Прусской операции 1945 провёл Земландскую наступательную операцию, ликвидировали группировку войск германцев, овладели портом и городом Пиллау (Балтийск).
9 мая мастерская вышла из состава Действующей армии.
За годы войны силами личного состава мастерской восстановлено 286 самолётов различных типов.
107 человек мастерской удостоены высоких правительственных наград.
Весь личный состав был награждён медалями «За победу над Германией в Великой Отечественной войне 1941—1945 годов».
15 августа на основании приказа НКО СССР от 9 июля 1945 г. 3-й Белорусский фронт расформирован, а полевое управление фронта обращено на формирование управления Барановичского военного округа.

### После войны
В мае 1953 года мастерская была переведена в г. Барановичи Брестской области. С 1953 г. по 1956 г. личным составом отремонтировано 56 самолётов Ил-10.
В 1956 году коллектив мастерской успешно освоил ремонт реактивных самолётов МиГ-15 и МиГ-17.
В 1961 году мастерская переходит на ремонт скоростных бомбардировщиков Ту-16.
15 июня 1963 года 38-я ордена Красной Звезды подвижная авиационная ремонтная железнодорожная мастерская в соответствии с приказом министра обороны СССР выходит из подчинения ВВС и приступает к ремонту ракетной техники, получив наименование «558-й завод по ремонту ракетной техники».

## Полное наименование
38-я подвижная авиационная ремонтная железнодорожная мастерская (с 23.06.1941 г.)
38-я ордена Красной Звезды подвижная авиационная ремонтная железнодорожная мастерская (с 5.04.1945 г.)

## В составе
| Дата                              | Фронт                     | Армия               | Корпус | Примечания                                                                           |
| --------------------------------- | ------------------------- | ------------------- | ------ | ------------------------------------------------------------------------------------ |
| 26 июня 1941 — 13 июня 1942       | Юго-Западный фронт        |                     |        |                                                                                      |
| 13 июня — 12 июля 1942            | Юго-Западный фронт        | 8-я воздушная армия |        |                                                                                      |
| 12 июля — 31 декабря 1942         | Сталинградский фронт      | 8-я воздушная армия |        |                                                                                      |
| 31 декабря 1942 — 20 октября 1943 | Южный фронт               | 8-я воздушная армия |        |                                                                                      |
| 20 октября 1943 — июль 1944       | 4-й Украинский фронт.     | 8-я воздушная армия |        |                                                                                      |
| июль 1944—1945                    | 3-й Белорусский фронт     | 1-я воздушная армия |        | 15 августа 1945 г. 3-й Белорусский фронт расформирован                               |
| 1945 — 1953                       |                           |                     |        |                                                                                      |
| май 1953 — 15 июня 1963           | Белорусский военный округ |                     |        | 15 июня 1963 г. мастерская переименована в «558-й завод по ремонту ракетной техники» |

## Награды
- Орден Красной Звезды. 5 апреля 1945 г. мастерская Указом Президиума Верховного Совета СССР награждена за боевые заслуги перед Родиной в период Великой Отечественной войны 1941—1945 г.